# 小行星19488
小行星19488（19488 Abramcoley）是一颗绕太阳运转的小行星，为主小行星带小行星。该小行星于1998年4月23日发现。

## 轨道参数
小行星19488的轨道半长轴为2.3370659 UA，离心率为0.1616451。